# جون ديفرس
جون ديفرس (بالإنجليزية: John Divers)‏ هو لاعب كرة قدم بريطاني في مركز نصف الجناح، ولد في 24 نوفمبر 1931 في غلاسكو في المملكة المتحدة، وتوفي في 9 نوفمبر 2005 في إسكتلندا في المملكة المتحدة. لعب مع نادي إكزتر سيتي ونادي ستيرلينغشير الشرقية ونادي كلايد.